# Liste der Wappen in Aschaffenburg
Die Liste der Wappen in Aschaffenburg zeigt die Wappen in der bayerischen Stadt Aschaffenburg.

## Aschaffenburg

Stadt Aschaffenburg In Silber eine rote Burg mit runden Seitentürmen und blauen Dächern; im kleeblattförmigen Torbogen der thronende, blau gekleidete Erzbischof von Mainz mit silbernem Pallium und blauer Mitra, die Rechte segnend erhoben, mit der Linken den goldenen Krummstab haltend.

- Stadt
Aschaffenburg
In Silber eine rote Burg mit runden Seitentürmen und blauen Dächern; im kleeblattförmigen Torbogen der thronende, blau gekleidete Erzbischof von Mainz mit silbernem Pallium und blauer Mitra, die Rechte segnend erhoben, mit der Linken den goldenen Krummstab haltend.

## Ehemalige Gemeinden mit eigenem Wappen

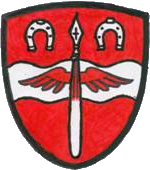
Gemeinde Gailbach